# Zandy's Bride
Pour plus de détails, voir Fiche technique et Distribution.
Zandy's Bride est un film américain réalisé par Jan Troell, sorti en 1974.

## Fiche technique
- Titre : Zandy's Bride
- Réalisation : Jan Troell
- Scénario : Marc Norman d'après le roman The Stranger de Lillian Bos Ross
- Musique : Michael Franks
- Pays d'origine : États-Unis
- Format : Couleurs - 2,35:1 - Mono
- Genre : drame
- Date de sortie : 1974
- Affiche : Bill Gold (États-Unis)

## Distribution[1]
- Gene Hackman : Zandy Allan
- Liv Ullmann : Hannah Lund
- Eileen Heckart : Ma Allan
- Susan Tyrrell : Maria Cordova
- Harry Dean Stanton : Songer
- Joe Santos : Frank Gallo
- Frank Cady : Pa Allan
- Sam Bottoms : Mel Allan
- Parmi les acteurs non crédités :
- Ben Frommer
- James Gammon
- Alf Kjellin
- Joaquín Martínez
- Títos Vandís